# 에바 파트베르크
에바 파트베르크(Eva Padberg, 1980년 1월 27일 ~ )는 독일의 모델, 배우, 가수이다.